# Häselgehr

Häselgehr is een gemeente in het district Reutte in de Oostenrijkse deelstaat Tirol.
Häselgehr ligt in het hogergelegen deel van het Lechtal en bestaat uit meerdere verspreide plaatsjes. De gemeente bestaat uit de dorpjes Ober- und Untergrießau, Ort, Schönau, Ober- und Unterhäselgehr, Luxnach, Alach, Rauchwand, Häternach en Gutschau.
De boven Häselgehr uitstekende bergtop Heuberg is voor een groot deel gecultiveerd tot bergweide. Hierdoor is Häselgehr in het verleden meerdere malen ten prooi gevallen aan lawines. Daarom heeft Häselgehr tegenwoordig een van de grootste lawineweringen in Midden-Europa. Vanuit Häselgehr loopt een weg naar het zeven kilometer verderop gelegen Gramais, de kleinste gemeente van Oostenrijk.

## Geschiedenis
De plaats werd in 1358 voor het eerst als Hesligeren vermeld. Deze naam is een samenstelling van "haselbewachsener" (met hazelaars begroeid) en "Gehren" (een wigvormige veldvorm). Andere bronnen geven het jaar 1315 voor de eerste vermelding. Häselgehr was met name agrarisch georiënteerd, maar in 1481 werd ook een zoutstation opgericht. Sinds 1660 zetelde een brouwerij in het dorp, die tot 1909 in functie bleef. In 1786 werd een klokkengieterij opgericht, vanwege de aanwezigheid van natuurlijke hulpbronnen in het nabijgelegen Gramaistal.
Aanvankelijk viel Häselgehr onder de parochie Elbigenalp. Pas in 1891 werd het een zelfstandige parochie. De Kirche zum Hl. Martin stamt uit 1720.

## Externe links

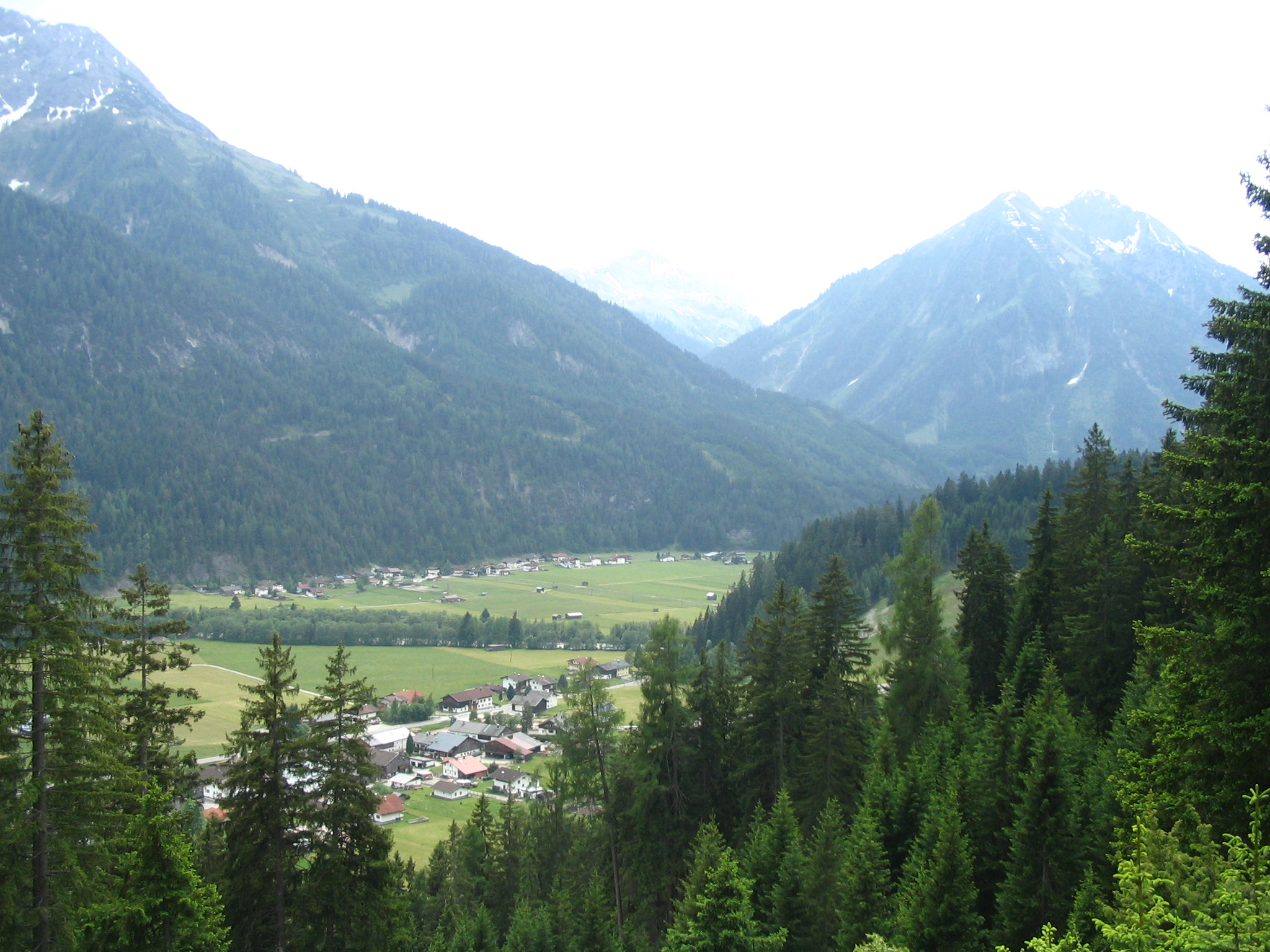
Häselgehr in het Lechtal